# Hazal Filiz Küçükköse
Hazal Filiz Küçükköse (Mersina, 9 febbraio 1988) è un'attrice turca, nota per aver interpretato il ruolo di Zeynep Soydere nella serie Endless Love (Kara Sevda).

## Biografia
Nata nel 1988 a Mersina (Turchia) dalla madre Aliye e dal padre Yaşar Küçükköse, Hazal Filiz ha una sorella gemella, Deniz. Dopo aver completato l'istruzione primaria e secondaria ad Ankara, ha deciso di iscriversi presso la facoltà di lettere e scienze del dipartimento di biologia dell'Università di Kırıkkale, dove al termine degli studi ha conseguito la laurea. Dopo aver terminato l'università fino al terzo anno, ha deciso di iscriversi presso la facoltà di scienze del dipartimento di chimica dell'Università di Ankara, dove al termine degli studi ha conseguito una seconda la laurea.
Nel 2009 ha iniziato la carriera di recitazione dopo aver preso parte alla serie Deniz Yıldızı. Nel 2011 ha ricoperto il ruolo di Ada nella serie Kalbim Seni Seçti. Dal 2011 al 2014 è entrata a far parte del cast della serie Beni Affet, nel ruolo di Leyla Adali. Nel 2012 ha recitato nelle serie Uçurum e in Ustura Kemal, nel ruolo di Kalisto. Nel 2014 ha ricoperto il ruolo di Aslihan nella serie Günahkar. Dal 2015 al 2017 è stata scelta per interpretare il ruolo di Zeynep Soydere nella serie Endless Love (Kara Sevda), insieme agli attori Neslihan Atagül, Burak Özçivit e Kaan Urgancıoğlu.
Nel 2017 ha interpretato il ruolo di Elif Ardali nella serie Rüya. L'anno successivo, nel 2018, ha ricoperto il ruolo di Melike nella serie Mehmed: Bir Cihan Fatihi. Nel 2020 ha interpretato il ruolo di Berrak nella serie Zemheri. Nel 2022 ha recitato nelle serie Yavuz, nel ruolo di Hafsa Hatun e in Bir Peri Masalı, nel ruolo di Neslihan Köksal. Nel 2023 ha ricoperto il ruolo di Serap Kutlu nella serie Üvey Anne e quello di Buket Köseoglu nel film Altri dieci giorni tra il bene e il male (Kötü Adamin 10 Günü) diretto da Uluç Bayraktar.

## Vita privata
Dal 2014 al 2018 è stata sposata con l'attore Tuan Tunalı, conosciuto sul set della serie Deniz Yıldızı.

## Filmografia

### Cinema
- Altri dieci giorni tra il bene e il male (Kötü Adamin 10 Günü), regia di Uluç Bayraktar (2023)

### Televisione
- Deniz Yıldızı – serie TV, 1 episodio (Fox, 2009)
- Kalbim Seni Seçti – serie TV, 23 episodi (ATV, 2011)
- Beni Affet – serie TV, 586 episodi (Star TV, 2011-2014)
- Uçurum – serie TV (ATV, 2012)
- Ustura Kemal – serie TV, 14 episodi (Show TV, 2012)
- Günahkar – serie TV, 7 episodi (Fox, 2014)
- Endless Love (Kara Sevda) – serie TV, 74 episodi (Star TV, 2015-2017)
- Rüya – serie TV, 10 episodi (Show TV, 2017)
- Mehmed: Bir Cihan Fatihi – serie TV, 6 episodi (Kanal D, 2018)
- Zemheri – serie TV, 10 episodi (Show TV, 2020)
- Yavuz – serie TV (TRT 1, 2022)
- Bir Peri Masalı – serie TV, 13 episodi (Fox, 2022)
- Üvey Anne – serie TV, 8 episodi (ATV, 2023)

## Doppiatrici italiane
Nelle versioni in italiano dei suoi film e delle sue serie TV, Hazal Filiz Küçükköse è stata doppiata da:
- Marta De Lorenzis[42] in Altri dieci giorni tra il bene e il male[43]
- Lavinia Paladino[44] in Endless Love[45]

## Riconoscimenti
- Golden Object Awards
  - 2016: Vincitrice come Miglior attrice non protagonista per la serie Endless Love (Kara Sevda)
- KKTC Magazine Gazeteciler
  - 2016: Vincitrice come Miglior attrice non protagonista per la serie Endless Love (Kara Sevda)[46]
- Pantene Golden Butterfly Awards
  - 2016: Vincitrice come Miglior giovane attrice per la serie Endless Love (Kara Sevda)
  - 2017: Vincitrice come Stella nascente[47]
- Turkey Youth Awards
  - 2017: Candidata come Miglior attrice televisiva non protagonista per la serie Endless Love (Kara Sevda)
  - 2018: Candidata come Miglior attrice televisiva non protagonista per la serie Endless Love (Kara Sevda)